# Гарднер, Джимми
Э́двард Ча́рльз Джеймс «Джи́мми» Га́рднер (англ. Edward Charles James «Jimmy» Gardner; 24 августа 1924, Ньюмаркет, Саффолк, Англия, Великобритания — 3 мая 2010, Лондон, Англия, Великобритания) — британский актёр.

## Биография
Эдвард Чарльз Джеймс Гардер родился 24 августа 1924 года в Ньюмаркете (графство Саффолк, Англия, Великобритания) в семье жокея Тедди Гарднера.
Во время Второй мировой войны Гарднер служил в Королевских военно-воздушных силах Великобритании в качестве воздушного стрелка с эскадрилью № 10. Он совершил 30 вылетов в качестве заднего наводчика «Handley Page Halifax» и был награждён медалью «За лётные боевые заслуги».
Прежде чем в 1954 году начать свою актёрскую карьеру, Гарднер был личным водителем драматурга Джона Осборна.
За свою 51-летнюю актёрскую карьеру, длившуюся в 1954—2005 годах, Гарднер сыграл в 100 фильмах и телесериалах. Одну из своих самых известных ролей — водителя автобуса Эрни из фильма «Гарри Поттер и узник Азкабана» (2004) — он сыграл за год до окончания своей карьеры и за 6 лет до смерти.
Скончался 3 мая 2010 года в Лондоне (Англия, Великобритания) от пневмонии в 85-летнем возрасте.

## Избранная фильмография
- 1964: Проклятие гробницы мумии / The Curse of the Mummy’s Tomb — друг Фреда
- 1972: Исступление / Frenzy — портье в отеле
- 1979: Тэсс / Tess — Педлар
- 1984: В компании волков / The Company of Wolves — старец
- 1990: Лунные горы / Mountains of The Moon — Джарвис
- 1991: Робин Гуд: Принц воров / Robin Hood: Prince of Thieves —  фермер
- 2004: Гарри Поттер и узник Азкабана / Harry Potter and the Prisoner of Azkaban — Эрни, водитель автобуса
- 2004: Волшебная страна / Finding Neverland — мистер Сноу
- 2005: Мужчина по вызову 2 / Deuce Bigalow: European Gigolo — Кайзер